# China Taipéi en los Juegos Paralímpicos de Río de Janeiro 2016
China Taipéi (Taiwán) estuvo representada en los Juegos Paralímpicos de Río de Janeiro 2016 por trece deportistas, ocho mujeres y cinco hombres.

## Medallistas
El equipo paralímpico obtuvo las siguientes medallas:
| Nombre                       | Deporte                   | Evento               |
| ---------------------------- | ------------------------- | -------------------- |
| Oro                          |                           |                      |
| —                            |                           |                      |
| Plata                        |                           |                      |
| Lin Yen-Hung Cheng Ming-Chih | Tenis de mesa             | Equipo 4-5 masculino |
| Bronce                       |                           |                      |
| Lin Tzu-Hui                  | Levantamiento de potencia | –79 kg femenino      |